# Dolmen de la Fontaine au Son
Die Dolmen de la Fontaine au Son 1 + 2 (auch Fontaines de Son oder Dolmen de la Fontaine – dt. Dolmen der Quelle des Klangs genannt) liegen nordöstlich von Saint-Léger-de-Montbrillais und nördlich der D347, bei Loudun im Département Vienne in Frankreich.
Beiderseits der „Impasse de Rabaté“ (Straße) in der Nähe der Wasseraufbereitungsanlage „Fontaines de Son“ liegen zwei angevinische Dolmen im Abstand von etwa 30,0 Metern. Der westliche Dolmen 1 ist etwas größer und in einem besseren Zustand. Dolmen ist in Frankreich der Oberbegriff für Megalithanlagen aller Art (siehe: Französische Nomenklatur).

## Dolmen 1
Dolmen 1 hat eine Nord-Süd-orientierte Kammer mit zwei erhaltenen Decksteinen über dem südlichen Teil der etwa 8,0 Meter langen Kammer. Das nördliche Ende ist zusammengebrochen. Der überwucherte Dolmen liegt in einer Feldecke. Es ist schwer zu sagen, wo der Eingang war.

## Dolmen 2
Der östliche Dolmen ist eingezäunt, teilweise wegen des Wasserwerks, aber auch weil er sich in einem riskanten Zustand befindet. Es hat eine etwa 4,0 × 2,5 m messende Kammer mit Zugang im Osten und einen einzigen, zerbrochenen Deckstein. Der Dolmen ist ansonsten relativ gut erhalten.